# Fórmula de Viète

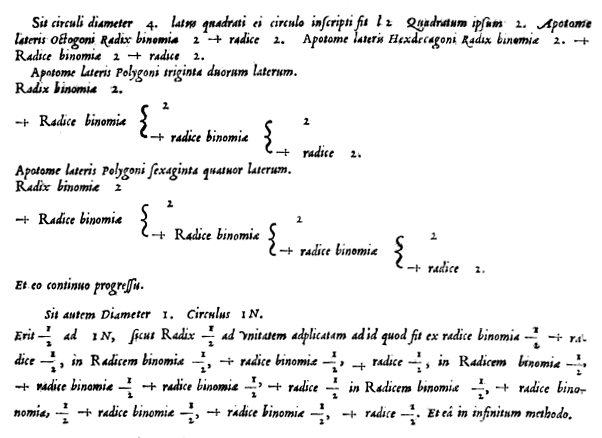
Fórmula de Viète, como impressa em sua obra Variorum de rebus mathematicis responsorum, liber VIII (1593)

Na matemática, a fórmula de Viète é o seguinte produto infinito de radicais aninhados representando a constante matemática π:
{\displaystyle {\frac {2}{\pi }}={\frac {\sqrt {2}}{2}}\cdot {\frac {\sqrt {2+{\sqrt {2}}}}{2}}\cdot {\frac {\sqrt {2+{\sqrt {2+{\sqrt {2}}}}}}{2}}\cdots }
A fórmula é denominada em memória de François Viète (1540–1603), que a publicou em 1593 em sua obra Variorum de rebus mathematicis responsorum, liber VIII.

## Significância
Na época em que Viète publicou sua fórmula, métodos para aproximações de π com precisão (em princípio) arbitrária já eram conhecidos há muito tempo. O método de Viète pode ser interpretado como uma variação da ideia de Arquimedes de aproximar o comprimento de um círculo por umperímetro de um polígono de múltiplos lados, usado por Arquimedes para encontrar a aproximação
{\displaystyle {\frac {223}{71}}<\pi <{\frac {22}{7}}.}
Contudo, ao publicar seu método como uma fórmula matemática, Viète formulou pela primeira vez um produto infinito conhecido na matemática, e o primeiro exemplo de uma fórmula explícita para o valor exato de π. Como a primeira fórmula representando um número como resultado de um processo infinito em vez de um cálculo finito, a fórmula de Viète foi notada como o início da análise matemática e ainda mais amplamente como "o alvorecer da matemática moderna".
Usando sua fórmula, Viète calculou π com uma precisão de nove dígitos decimais. No entanto, esta não foi a aproximação mais precisa para π conhecida na época, pois o matemático persa Ghiyath al-Kashi havia calculado π com uma precisão de nove dígitos sexagesimais e 16 dígitos decimais em 1424. Não muito tempo depois de Viète publicar sua fórmula, Ludolph van Ceulen usou um método estreitamente relacionado para calcular 35 dígitos de π, publicados somente após a morte de van Ceulen em 1610.

## Interpretação e convergência
A fórmula de Viète pode ser reescrita e entendida como uma expressão limite
{\displaystyle \lim _{n\rightarrow \infty }\prod _{i=1}^{n}{\frac {a_{i}}{2}}={\frac {2}{\pi }}}
com an = √2 + an − 1, com condição inicial a1 = √2. Viète fez seu trabalho muito antes de os conceitos de limites e provas rigorosas de convergência serem desenvolvidos em matemática; a primeira prova de que esse limite existe não foi dada até o trabalho de Ferdinand Rudio em 1891.
A taxa de convergência de um limite governa o número de termos que uma expressão necessita para atingir um dado número de dígitos de precisão. No caso da fórmula de Viète, existe uma relação linear entre o número de termos e o número de dígitos: o produto dos primeiros n termos no limite fornecem uma expressão para π que é precisa até aproximadamente 0.6n digits. esta taxa de convergência compara-se muito favoravelmente com o produto de Wallis, uma fórmula de produto infinito posterior para π. Embora Viète tenha usado esta fórmula para calcular π com precisão de nove dígitos, uma versão acelerada de sua fórmula foi usada para calcular π com centenas de milhares de dígitos.

## Fórmulas relacionadas
A fórmula de Viète pode ser obtida como um caso especial de uma fórmula mais de um século depois por Leonhard Euler. Euler descobriu que
{\displaystyle {\frac {\sin x}{x}}=\cos {\frac {x}{2}}\cdot \cos {\frac {x}{4}}\cdot \cos {\frac {x}{8}}\cdots }
Substituindo x = ⁠π/2⁠, e expressando cada termo do produto como uma função de termos anteriores usando a fórmula para o ângulo metade
{\displaystyle \cos {\frac {x}{2}}={\sqrt {\frac {1+\cos x}{2}}}}
resulta na fórmula de Viète.
É também possível obter da fórmula de Viète uma fórmula relacionada para π que envolve ainda raízes quadradas aninhadas de dois, porém com apenas uma multiplicação:
{\displaystyle \pi =\lim _{k\to \infty }2^{k}\underbrace {\sqrt {2-{\sqrt {2+{\sqrt {2+{\sqrt {2+{\sqrt {2+\cdots +{\sqrt {2}}}}}}}}}}}} _{k\ \mathrm {square} \ \mathrm {roots} }}
Atualmente diversas fórmulas similares a fórmula de Viète envolvendo radicais aninhados ou produtos infinitos de funções trigonométricas são conhecidas para π, bem como para outras constantes tal como a proporção áurea.

## Dedução

Uma sequência de polígonos regulares com número de lados igual a potências de dois, inscrito em um círculo. As razões entre áreas ou perímetros de polígonos consecutivos na sequência fornecem os termos da fórmula de Viète.

Viète obteve sua fórmula comparando as áreas de polígonos regulars com 2n e 2n + 1 lados inscritos em um círculo. O primeiro termo do produto, ⁠√2/2⁠, é a relação das das áreas de um quadrado e um octógono, o segundo termo é a relação das áreas de um octógono e um hexadecágono, etc. Assim, o produto telescopica para fornecer a razão entre as áreas de um quadrado (o polígono inicial na sequência) e um círculo (o caso limite de um 2n-gono). Alternativamente, os termos em um produto podem ser interpretados como a relação de perímetros da mesma sequência de polígonos, iniciando com a relação de perímetros de um dígono (o diâmetro de um círculo, contado duas vezes) e um quadrado, a relação de perímetros de um quadrado e um octógono, etc.
Outra dedução é possível, baseada sobre identidades trigonométricas e fórmula de Euler. Aplicando sucessivamente a fórmula para o ângulo duplo
{\displaystyle \sin x=2\sin {\frac {x}{2}}\cos {\frac {x}{2}},}
pode ser provado por indução matemática que, para todo inteiro positivo n,
{\displaystyle \sin x=2^{n}\sin {\frac {x}{2^{n}}}\left(\prod _{i=1}^{n}\cos {\frac {x}{2^{i}}}\right).}
O termo 2n sin ⁠x/2n⁠ converge para x no limite quando n converge para infinito, da qual segue a fórmula de Euler. A fórmula de Viète pode ser obtida desta fórmula pela substituição x = ⁠π/2⁠.